# شمال إفريقيا الفرنسية
شمال إفريقيا الفرنسية (بالفرنسية: Afrique du Nord française) هو المصطلح الذي يطلق على الأراضي التي سيطرت عليها فرنسا في بلاد المغرب العربي خلال الحقبة الاستعمارية وتشمل الجزائر والمغرب وتونس . على عكس غرب إفريقيا الفرنسية وإفريقيا الاستوائية الفرنسية ، اللتين كانتا فيدراليتين للمستعمرات الفرنسية والكيانات الإدارية في حد ذاتها ، لم تكن شمال إفريقيا الفرنسية أكثر من مصطلح ملائم للإشارة إلى الأقاليم الثلاثة المحكومة بشكل منفصل. 

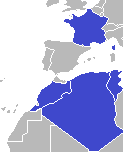
خريطة توضح مستعمرات فرنسا في شمال افريقيا

يشمل مصطلح شمال افريقيا الفرنسية الدول التالية:
- الجزائر(1830-1962)استعمار استيطاني.
- تونس(1881-1956)نظام حماية.
- المغرب(1912-1956)نظام حماية.

## الجزائر
اتّخذت فرنسا، التي كانت تنوي احتلال الجزائر منذ عهد نابليون بونابرت،حادثة المروحة كذريعة لاحتلال للجزائر. فهاجمت الجزائر من ميناء طولون بحملة بلغ قوامها 37600 جندي. لماوصلت هذه الحملة إلى سيدي فرج في 14 يونيو 1830 الموافق 23 ذو الحجة 1245 هـ. وبعد الاحتلال فرضت فرنسا على الجزائريين قانون الأهالي.كان من نتائج الهجمة الاستعمارية الشرسة التي تعرضت لها المؤسسات التعليمية والوقفية والدينية، نضوب ميزانية التعليم وغلق المدارس وانقطاع التلاميذ عن الدراسة وهجرة العلماء. وبذلك فإن رسالة فرنسا في الجزائر كانت هي التجهيل وليس التعليم، مما يمكن الفرنسيين من جعل الجزائر، أسهل انقيادا وأكثر قابلية لتقبل مبادئ الحضارة الغربية.ولا تختلف السياسة التعليمة الفرنسية في الجزائر عبر مختلف مراحل الوجود الفرنسي عسكري كان أو مدني، لأنها كانت أهدافا واحدة وإن اختلفت التسميات

## تونس
عجز الباي (محمّد الصّادق باي) على تسديد ديون الإيالة التونسية نتيجة الأزمة الحاصلة وهو ما أدّى إلى تكوين لجنة مالية دولية تسمّى الكومسيون في 5 جويلية 1865 للتحكّم في الخزينة التّونسية وتوزيع مواردها على الدّائنين. ولكن هذه الفكرة كانت غير مجدية، فتنوّعت طرق الاستفادة من هذا الوضع من طرف الدّول الدّائنة. وفكّرت فرنسا في الاستثمار في تونس وترويج سلعها خاصّة أمام الفكرة الاستعمارية التّوسّعية في أروبا. لذلك تعلّلت فرنسا بحماية الحدود الجزائرية مع تونس واقتحمت البلاد التّونسية واحتلّت المناطق الشّمالية وتقدّمت نحو العاصمة. ولدعم هذا التّقدّم نزلت قوات فرنسية بحرية في بنزرت في 3ماي 1881بقيادة الجنرال بريار الّذي توجّه إلى العاصمة وفرض معاهدة الحماية على محمّد الصّادق باي (1859 ـ 1882) باي تونس الّذي اضطرّ للإمضاء عليها خوفا من الإستبلاء على عرشه من طرف أخيه الّذي أحضره الجنرال الفرنسي معه وذلك في 12ماي 1881 في قصر باردو وسمّيت بمعاهدة باردو.

## المغرب
فرضت الحماية الفرنسية على المغرب في 30 مارس 1912 م بعد توقيع معاهدة فاس من طرف السلطان عبد الحفيظ واستغرقت فترة الحماية حتى حصول المغرب على استقلاله سنة 1956.
شملت الحماية الفرنسية المنطقة الوسطى بالمغرب والذي سيطرت عليه فرنسا بموجب معاهدة فاس التي قسـم المغرب بموجبها إلى ثلاث محميات.